# Emmanuel Abbo

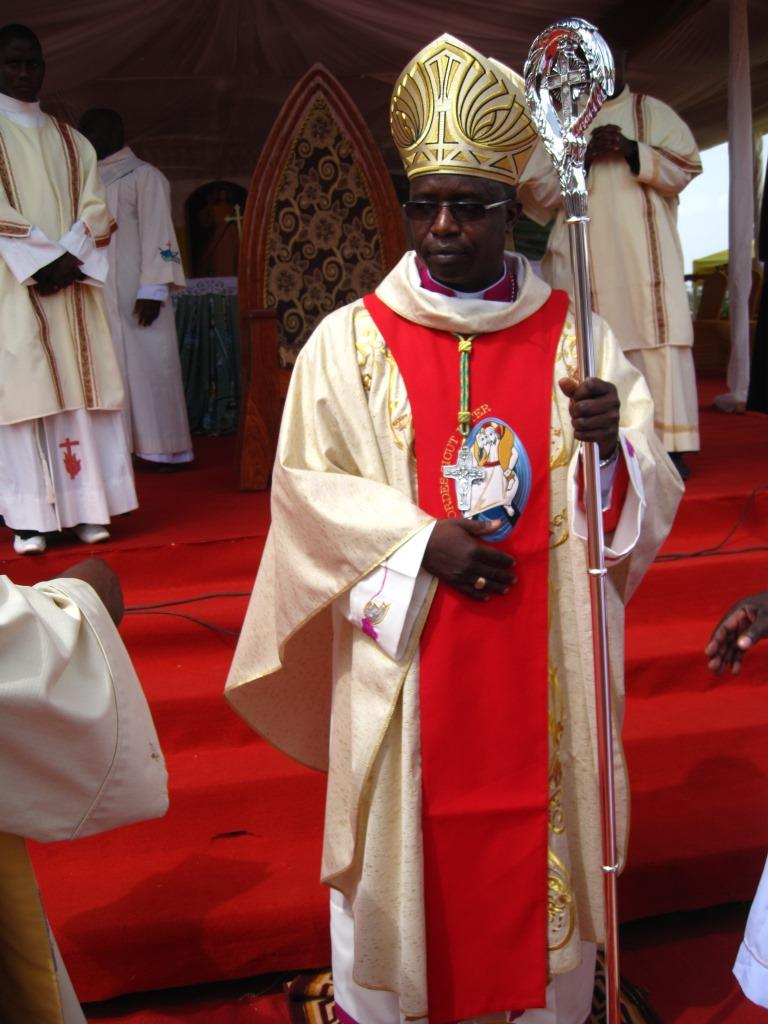
Emmanuel Abbo (2016)

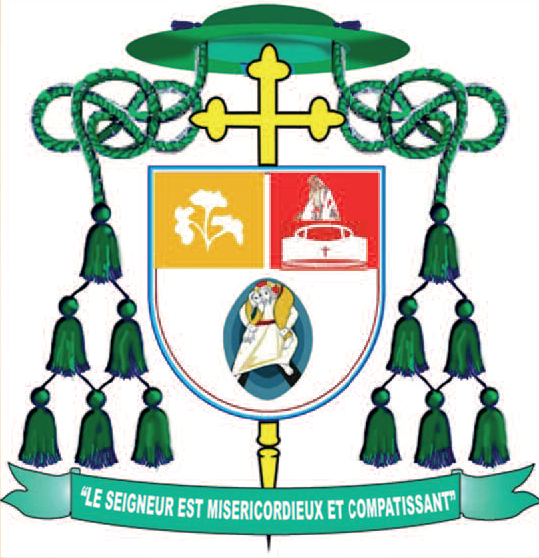
Bischofswappen Emmanuel Abbos

Emmanuel Abbo (* 17. Juli 1969 in Mbe, Kamerun) ist ein kamerunischer Geistlicher und römisch-katholischer Bischof von Ngaoundéré.

## Leben
Emmanuel Abbo empfing am 14. Juni 2000 durch Bischof Jean-Marie-Joseph-Augustin Pasquier die Priesterweihe für das Bistum Ngaoundéré.
Papst Franziskus ernannte ihn am 15. März 2016 zum Bischof von Ngaoundéré. Der Apostolische Nuntius in Kamerun, Erzbischof Piero Pioppo, spendete ihm am 30. April desselben Jahres die Bischofsweihe. Mitkonsekratoren waren der Erzbischof von Garoua, Antoine Ntalou, und der Bischof von Yagoua, Barthélemy Yaouda Hourgo.